# Nékem olyan asszony kell
A Nékem olyan asszony kell kezdetű csárdás Bieber Gyula szerzeményeként jelent meg 1877-ben.
Feldolgozás:
| Szerző        | Mire          | Mű                   |
| ------------- | ------------- | -------------------- |
| Farkas Ferenc | ének, zongora | 50 csárdás, 1. kotta |

## Kotta és dallam
| Nékem olyan asszony kell, ha beteg is, keljen fel, főzze meg a vacsorát, \|: úgy várja, várja, úgy várja, várja, úgy várja haza az urát, az urát. :\| | Nékem olyan ember kell, ha beteg is, keljen fel, vágja meg az aprófát, \|: úgy főzők néki, úgy főzők néki, úgy főzők néki vacsorát. :\| |

## Felvételek
- Nékem olyan asszony kell. Dóry József  YouTube (2016. július 5.)  (Hozzáférés: 2017. január 14.) (audió, fényképsorozat)
- Nékem olyan asszony kell. Bősi Szabó László  YouTube (2013. november 12.)  (Hozzáférés: 2017. január 14.) (videó)
- Nékem olyan asszony kell. Szivárvány együttes  YouTube (2016. február 19.)  (Hozzáférés: 2017. január 14.) (videó)
- Nékem olyan asszony kell. Kállay Bori, Berkes János  YouTube (2014. július 17.)  (Hozzáférés: 2017. január 14.) (videó)
- Nékem olyan asszony kell. Bodnár Attila  YouTube (2014. november 22.)  (Hozzáférés: 2017. január 14.) (audió, fényképsorozat) lakodalmas